# Lena Malkus
Lena Malkus (Bremen, 6 augustus 1993) is een atleet uit Duitsland.
Op de Olympische Jeugdzomerspelen in 2010 behaalt Malkus bij het verspringen de gouden medaille.
In 2011 wordt Malkus Duits nationaal kampioene bij de junioren in het verspringen.
Op de Wereldkampioenschappen atletiek junioren 2012 pakt ze de zilveren medaille bij het verspringen.
- World Athletics: 14278769